# 烏比安拿足球會
烏比安拿足球會（KF Ulpiana）是一支位於科索沃的職業足球會，目前於科索沃足球超級聯賽角逐。該俱乐部俱樂部的主場可容纳2,500人，不過它沒法舉辦欧洲足球协会联盟的賽事。